# Teodor Vintilescu
Teodor Vintilescu (n. 4 septembrie 1924 - d. 2007) a fost un deputat român în legislatura 1992-1996, ales în județul Timiș. Teodor Vintilescu a fost de profesie medic. În perioada regimului comunist a fost deținut politic.  